# Hœnir

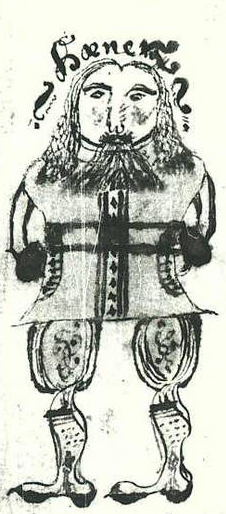
Uma ilustração do deus nórdico Hœnir, de um manuscrito islandês do século 17

Na mitologia nórdica, Hœnir era um membro da família dos Aesir e irmão de Odin. A existência de Hœnir é referida, por exemplo no Skáldskaparmál.

## História
Foi enviado para viver com a outra família de deuses, os Vanir, como prova de boa vontade, depois que a paz foi declarada entre eles e os Aesir. Porém, Hoenir desapontou e irritou seus novos companheiros, pois sempre consultava o Aesir Mímir antes de tomar qualquer decisão. Isso fez com que os Vanir matassem Mímir e enviassem sua cabeça de volta para os Aesir. Suas principais características eram suas pernas compridas, e sua capacidade de tomar decisões(Também conhecido como Villi,na mitologia nórdica antiga). 
O Völuspá, um dos poemas da Edda Poética, tem Hoenir desempenhando um papel na criação dos primeiros humanos, Ask e Embla. Lá, ele aparece em uma tríade composta de si mesmo, Odin e Loðurr.
Em outras histórias, Hoenir é mencionado de passagem como o companheiro de viagem de Odin e Loki. 